# Yeshivat HaKotel
Yeshivat HaKotel The Wohl Torah Center (en hebreo: ישיבת הכותל) es una yeshivá sionista religiosa situada en la Ciudad Vieja de Jerusalén. El edificio de la yeshivá está situado frente al Monte del Templo y al Kotel (el Muro de las Lamentaciones), de ahí su nombre. La mayoría de los estudiantes están en el programa hesder yeshivá, que combina al menos 15 meses de servicio militar en las FDI con varios años de estudio en la yeshivá.

## Director
El Rabino Baruj Wieder, es el director de la yeshivá. El anterior jefe de la yeshivá fue el Rabino Yeshayahu Hadari, quien sirvió como director de la yeshivá (rosh yeshivá) por más de treinta años, aunque no consecutivamente.

## Programas
Yeshivat HaKotel tiene un programa para los estudiantes de habla inglesa. El decano del programa para los estudiantes extranjeros es el Rabino Reuven Taragin. El programa ofrece integración con los israelíes, un amplio currículo sobre el aprendizaje del Talmud, Tanaj, Halajá, Musar, y relaciones personales a largo plazo con rabinos y otros miembros del personal. En el año 2006, Yeshivat HaKotel inició un nuevo programa destinado a los estudiantes de habla portuguesa y de habla hispana, dirigido por el rabino brasileño Daniel Segal. A partir de 2011, más de 100 estudiantes de países latinoamericanos como: Brasil, Argentina, Uruguay, México, Panamá, Perú y Colombia, y de países europeos como: España y Portugal, se han graduado mediante este programa especial.

## Historia
La yeshivá fue fundada poco después de la Guerra de los Seis Días en 1967 en la ciudad vieja de Jerusalén por Harav Aryeh Bina, quien en ese momento era un rabino de la Yeshivá Netiv Meir. Debido a la inestabilidad de la situación política de la ciudad vieja en ese momento, el Rabino Bina quiso cimentar una presencia judía en la ciudad vieja iniciando allí una yeshivá. El primer Shavuot después de la guerra, que tuvo lugar aproximadamente una semana después de la reconquista de la ciudad vieja, el Rabino Bina comenzó a traer grupos de alumnos (talmidim) para aprender en los cuarteles jordanos abandonados cerca de la conexión entre las murallas oeste y sur de la ciudad. Poco después, bajo la guía del Rabino Bina, el Rabino Moshé Tzvi Neria, el Rabino Zuckerman, y algunos otros, la yeshivá se trasladó a un refugio para las personas sin hogar que estuvo abandonado durante mucho tiempo, en una antigua plaza. El Rabino Yeshayahu Hadari, un antiguo estudiante de la Yeshivá de Hebrón, y el supervisor de la Yeshivá Kerem BeYavneh en ese momento, fue elegido como jefe de la yeshivá, y sirvió allí durante más de treinta años. Trajo a la yeshivá a los dos primeros rabinos que daban clases (shiur) por las mañanas, y que eran contemporáneos suyos en la Yeshivá de Ponevezh. El Rabino Avigdor Nebenzahl, un ex-rabino de la ciudad vieja, fue otro de los primeros rabinos de la yeshivá, después de aprender durante varios años en el colegio de Yeshivat HaKotel. El Rabino Yeshayahu Hadari, lo elevó a la categoría de rabino, después de darse cuenta de su conocimiento de la Torá.
A principios de la década de 1980, la yeshivá se trasladó a su ubicación permanente, donde se encuentra actualmente. Durante la primera excavación y cimentación de este nuevo edificio a finales de los años 60, dirigida por el arquitecto Eliezer Frankel, se descubrió un importante yacimiento arqueológico, conocido ahora como el Barrio herodiano. 
Este nuevo hallazgo retrasó significativamente la construcción del edificio, debido principalmente a que las excavaciones arqueológicas que debían completarse, dieron lugar a que el edificio no se dedicara hasta mediados de los años ochenta. Este nuevo edificio ubicado cerca del Kotel, tiene una superficie de 3.125 metros, lo que lo convierte en el edificio más grande del barrio judío. 
Su altura de 32 metros sobre la plaza del Muro de las Lamentaciones, además de la gran bandera israelí ondeando sobre el tejado, lo convierten en el punto más alto de la ciudad vieja. Los dormitorios están diseñados para alojar a 350 estudiantes con 14 apartamentos adicionales para familias y huéspedes. La sala de estudio recientemente renovada (beit midrash) tiene capacidad para alojar a casi 500 estudiantes en cualquier momento.